# 54e méridien ouest
En géographie, le 54e méridien ouest est le méridien joignant les points de la surface de la Terre dont la longitude est égale à 54° ouest.

## Géographie

### Dimensions
Comme tous les autres méridiens, la longueur du 54e méridien correspond à une demi-circonférence terrestre, soit 20 003,932 km. Au niveau de l'équateur, il est distant du méridien de Greenwich de 6 011 km,.
Avec le 126e méridien est, il forme un grand cercle passant par les pôles géographiques terrestres.

### Régions traversées
En commençant par le pôle Nord et descendant vers le sud au pôle Sud, Le 54e méridien ouest passe par:
| Coordonnées          | Pays, territoire ou mer | Notes |
| -------------------- | ----------------------- | --- |
| 90° 00′ N, 54° 00′ O | Océan Arctique          | |
| 83° 37′ N, 54° 00′ O | Mer de Lincoln          | |
| 82° 16′ N, 54° 00′ O | Groenland               | Péninsule Nyeboe (en) |
| 71° 26′ N, 54° 00′ O | Mer de Baffin           | Passe juste à l'ouest de Illorsuip qeqertaat, Groenland (à 71° 08′ N, 54° 00′ O) |
| 70° 49′ N, 54° 00′ O | Groenland               | Péninsule Nuussuaq |
| 70° 24′ N, 54° 00′ O | Détroit de Sullorsuaq   | |
| 70° 17′ N, 54° 00′ O | Groenland               | Île Disko |
| 69° 34′ N, 54° 00′ O | Détroit de Davis        | Passe juste à l'ouest de l'île principale du Groenland (à 67° 05′ N, 54° 00′ O) |
| 60° 00′ N, 54° 00′ O | Océan Atlantique        | Mer du Labrador une portion sans nom de l'océan — passe juste à l'est de Fogo Island, Terre-Neuve-et-Labrador, Canada (à 49° 39′ N, 54° 00′ O)                                             |
| 49° 27′ N, 54° 00′ O | Canada                  | Terre-Neuve-et-Labrador — île de Terre-Neuve |
| 47° 45′ N, 54° 00′ O | Baie de Plaisance       | |
| 47° 19′ N, 54° 00′ O | Canada                  | Terre-Neuve-et-Labrador — Péninsule d'Avalon de l'île de Terre-Neuve |
| 46° 50′ N, 54° 00′ O | Océan Atlantique        | |
| 5° 46′ N, 54° 00′ O  | Suriname                | Sur environ 10 km à l'extrême nord-est du pays |
| 5° 40′ N, 54° 00′ O  | France                  | Guyane française |
| 3° 39′ N, 54° 00′ O  | Suriname                | Sur environ 13 km |
| 3° 33′ N, 54° 00′ O  | France                  | Guyane française — passe par des territoires revendiqués par le Suriname |
| 2° 13′ N, 54° 00′ O  | Brésil                  | Amapá Pará — à partir de 1° 32′ N, 54° 00′ O Mato Grosso — à partir de 9° 37′ S, 54° 00′ O Mato Grosso do Sul — à partir de 17° 29′ S, 54° 00′ O Paraná — à partir de 23° 29′ N, 54° 00′ O |
| 25° 34′ S, 54° 00′ O | Argentine               | |
| 27° 12′ S, 54° 00′ O | Brésil                  | Rio Grande do Sul |
| 31° 55′ S, 54° 00′ O | Uruguay                 | |
| 34° 31′ S, 54° 00′ O | Océan Atlantique        | |
| 60° 00′ S, 54° 00′ O | Océan Austral           | |
| 61° 05′ S, 54° 00′ O | Îles Shetland du Sud    | Île Clarence — Liste des territoires par l' Argentine, le Chili et le Royaume-Uni |
| 61° 14′ S, 54° 00′ O | Océan Austral           | |
| 76° 39′ S, 54° 00′ O | Antarctique             | Liste des territoires par l' Argentine, le Chili et le Royaume-Uni |